# نانیانگ (منطقه)
نانیانگ (چینی: 南洋؛ به معنای «اقیانوس جنوبی») یک اصطلاح مرکزگرایانه چینی برای منطقه جغرافیایی گرم و حاصلخیز در امتداد نواحی ساحلی جنوبی چین و فراتر از آن است که به عنوان «دریای جنوبی» یا جنوب شرق آسیا شناخته می‌شود. این اصطلاح در ارجاع جمعیت بزرگ مهاجر قوم چینی به خود در آسیای جنوب شرقی رایج شد و با شیانگ (چینی: 西洋؛ به معنای «اقیانوس غربی»)، که به جهان غرب، دونگیانگ (چینی: 东洋؛ به معنای «اقیانوس شرقی») که به حوزه فرهنگی آسیای شرقی اشاره دارد و گهگاه شامل هند بزرگ می‌شود و همچنین بِییانگ (چینی: 北洋؛ به معنای «اقیانوس شمالی»)، که به روسیه اشاره دارد، در تضاد است. مطبوعات چینی به‌طور مرتب از این اصطلاح برای اشاره به منطقه‌ای استفاده می‌کنند که از استان یون‌نان تا سنگاپور (شمال به جنوب) و از میانمار (برمه) تا ویتنام (غرب به شرق) امتداد دارد. افزون بر این، این اصطلاح همچنین به برونئی، شرق مالزی، تیمور شرقی ، اندونزی و فیلیپین نیز اشاره دارد.
اصطلاحی جایگزین به نام «شبه‌جزیره بزرگ طلایی» به دلیل شمار زیاد مهاجران چینی که در تلاش بودند تا از دست امپراتوران ستمگر منچو بگریزند نیز رایج است. چینی‌ها، به‌ویژه آن‌هایی که از کرانه‌های جنوب شرقی بودند، برای تجارت به این منطقه می‌رفتند. نانیانگ در تجارت بسیار مهم بود و یکی از شرکای تجاری اصلی چین در سال‌های اولیه بود. این منطقه سه مسیر تجاری اصلی را در بر می‌گرفت: یکی از طریق میانمار (برمه)، یکی از طریق ویتنام و در آخر یکی از طریق لائوس.

## تأثیر اجتماعی
منطقه نانیانگ برای مدت طولانی در حوزه نفوذ فرهنگی چین بوده‌است بنابراین، افزایش نقش و نفوذ چینی‌ها برای درک منطقه بسیار مهم است. فلسفه چینی، مذهب، فلسفه‌های سیاسی، استانداردهای دولتی و شیوه کلی زندگی چین به شبه‌جزیره بزرگ طلایی نیز منتقل شده‌است.
یکی از نمونه‌های متعدد نفوذ چین بر منطقه، سال نو قمری چینی است که معمولاً به عنوان سال نو چینی شناخته می‌شود. این جشن در بسیاری از کشورهای منطقه نانیانگ (ویتنام، سنگاپور، برونئی، مالزی، اندونزی و فیلیپین) جشن گرفته می‌شود و یک تعطیل رسمی است. نمونه بارز دیگر ریشه اصیل مردم منطقه است. بخش قابل توجهی از جمعیت منطقه نانیانگ از چین سرچشمه می‌گیرند، به ویژه وقتی صحبت از تایلند، لائوس، ویتنام و سنگاپور باشد.
به‌طور خاص، نفوذ چین در تایلند در افزایش قدرت چینی‌های تایلند، نه تنها در تجارت و تجارت، بلکه در سیاست، دیوان‌سالاری و روشنفکران دیده می‌شود. در اندونزی، برخی از بولتن‌های خبری به زبان ماندارین هستند، در حالی که در سنگاپور، یکی از چهار زبان رسمی ماندارین است. ویتنام از نظر سیاسی و اقتصادی از «مدل چین» پیروی می‌کند. ویتنامی‌های خارج از کشور مانند چین رهبر و مهم‌ترین مشارکت‌کنندگان در بهبود اقتصادی کشور بوده‌اند. مالزی نفوذ فرهنگی چین را از طریق سرمایه‌گذاران چینی تجربه می‌کند. آن‌ها نقش برجسته‌ای در رهبری رونق اقتصادی ایفا می‌کنند و الهام‌بخش اصلاحات در سیاست برتری مالایی مالزی هستند.
احساسات ضدچینی نانیانگ در سال‌های اخیر فروکش کرده‌است، زیرا نفوذ چین منجر به نتایج مرفه و نه کمونیستی شده‌است. این امر در میان بسیاری از چینی‌های نانیانگ اراده‌ای برای کشف مجدد هویت فرهنگی چینی خود ایجاد کرده‌است. یکی از تأثیرات این کشف مجدد در منطقه نانیانگ، رونق کلاس‌های ماندارین است.